# ジョン・オグルヴィ (第5代バンフ卿)
第5代バンフ卿ジョン・ジョージ・オグルヴィ（英語: John George Ogilvy, 5th Lord Banff、1717年2月18日 – 1738年7月29日）は、スコットランド貴族。

## 生涯
第4代バンフ卿ジョージ・オグルヴィとヘレン・ローダー（Helen Lauder、1742年10月22日没、第2代準男爵ジョン・ローダーの娘）の息子として、1717年2月18日に生まれた。1718年1月に父が死去すると、バンフ卿の爵位を継承した。
1735年8月18日、フリート刑務所でメアリー・オグルヴィ（Mary Ogilvy、1714年/1715年 – 1784年1月31日、ジェームズ・オグルヴィの娘）と結婚した。
1738年7月29日、カレン近くで溺死、8月1日にバンフで埋葬された。弟アレクサンダーが爵位を継承した。